# ICK
ICK is een type intercityrijtuig, gebouwd in 1963, dat tussen 2002 en april 2009 werd ingezet door de Nederlandse Spoorwegen. De afkorting ICK staat voor "Intercity korte termijn", omdat dit tweedehandsmaterieel werd aangeschaft om een tijdelijk materieeltekort te overbruggen.

## Aanschaf en ombouw
Wegens het materieeltekort dat rond 2000 was ontstaan kocht NS Reizigers 150 rijtuigen type Bm235 van de Deutsche Bahn. Deze rijtuigen zijn bij Partner für Fahrzeug Ausstattung (PFA) in Weiden omgebouwd en aangepast aan de Nederlandse wensen. Uit de 150 Bm235-rijtuigen ontstonden 36 rijtuigen 1e klasse (A), 96 rijtuigen 2e klasse (B) en 18 rijtuigen 2e klasse met bagageafdeling (BD). Bij de ombouw bleef de voor deze rijtuigserie kenmerkende indeling met zijgang en alleen coupés behouden. Wel werd in de 1e klasse de tussenwand tussen steeds twee coupés verwijderd. In de grote coupé werden vervolgens 9 stoelen geplaatst, waardoor de beenruimte in de 1e klasse ICK zeer ruim werd. In het BD-rijtuig werden een bagageruimte, een grote invalidenruimte en een invalidentoilet ingebouwd. De verticale schuifbeweging van de grote zijramen, die oorspronkelijk voor de helft konden worden geopend, werd begrensd. Tot slot werden de rijtuigen in de geel/blauwe NS-intercitykleurstelling gespoten. De aanschaf en ombouw van de rijtuigen kostte bijna 60 miljoen euro.

## Inzet
De bakken waren in eerste instantie bedoeld om het tijdelijke materieeltekort op te vangen totdat er voldoende VIRM-dubbeldekstreinen beschikbaar werden. Eerst werd ICK ingezet in combinatie met andere rijtuigtypen, later werden de rijtuigen alleen in complete ICK-treinen ingezet. In de praktijk bleven de rijtuigen na de aflevering van VIRM in gebruik en zijn tussentijds terzijde gestelde exemplaren weer in dienst gesteld, vooral sinds de invoering van de dienstregeling 2007, waarbij meer materieel nodig was dan voorheen.
De eerste veertien rijtuigen gingen vanaf 4 februari 2002 rijden in de Intercity's tussen Den Haag en Venlo/Heerlen. Later kwam hier ook het traject Haarlem–Maastricht bij. Vanaf september 2002 waren alle rijtuigen in dienst.
Vanaf maart 2005 werd ICK in vaste samenstellingen treinstammen van twee of drie rijtuigen ingezet en onderhouden. Eind 2006 werden daarnaast eendelige stammen (oftewel losse rijtuigen) ingevoerd om treinen van elf rijtuigen, de gebruikelijke samenstelling voor de Intercity Den Haag-Venlo, met een rijtuig te kunnen verlengen. Alle ICK-rijtuigen waren in onderhoud in het NedTrain-onderhoudsbedrijf te Maastricht.
Elke stam had zijn eigen nummer. Er bestonden drie soorten stammen:
- losse B (tweede klas rijtuig) genummerd in de 5000-serie
- BD(+B) (twee of één keer tweede klas, waarvan altijd één met invalidentoilet) genummerd in de 5300-serie
- B+A+B (tweede klas, eerste en tweede klas) genummerd in de 5400-serie

Het stamnummer was naast het rijtuignummer op de onderaan op de zijkant aangebracht.

## Einde inzet

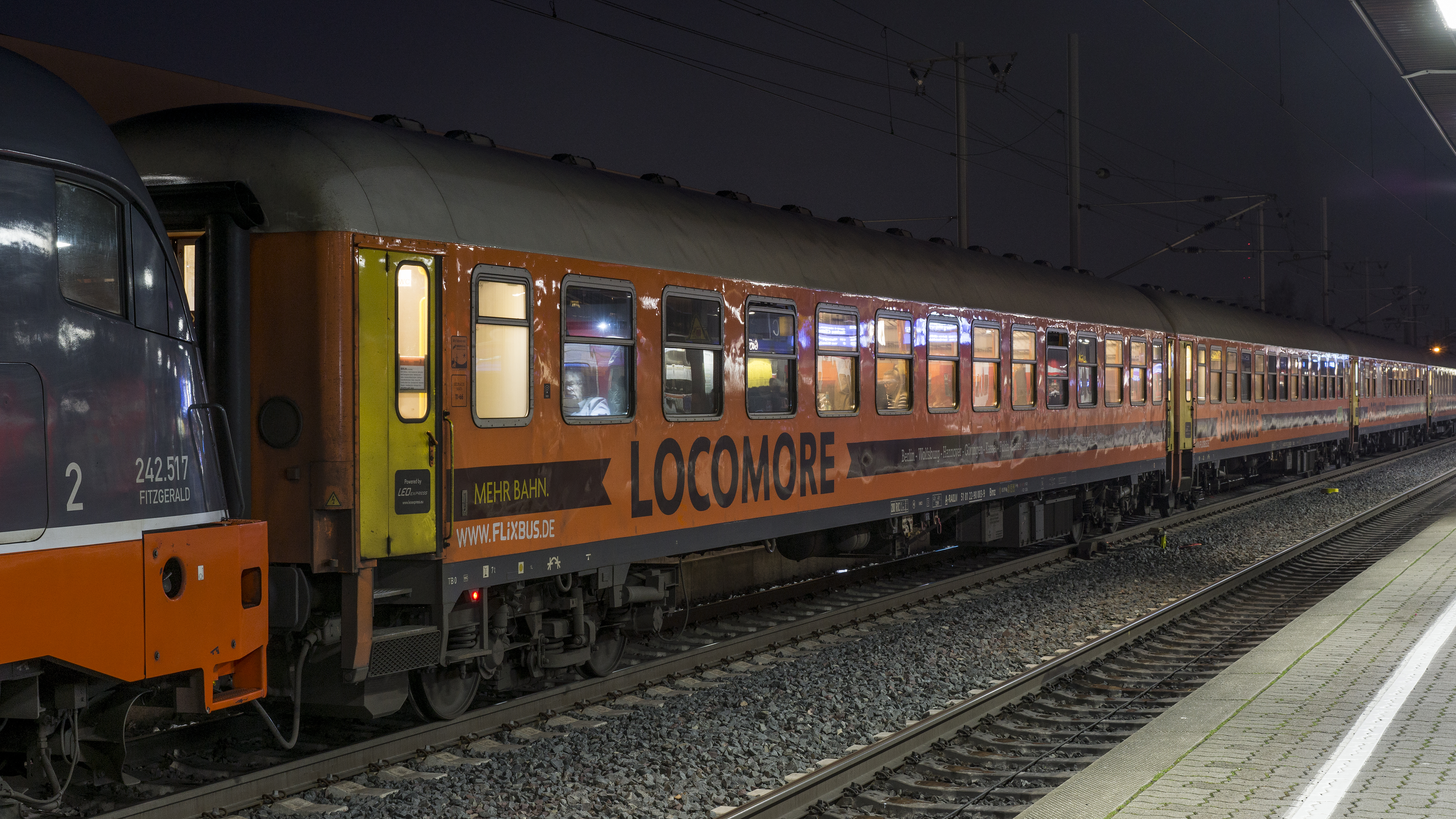
In 2018 werd een aantal voormalige ICK-rijtuigen ingezet bij Locomore/Flixtrain in Duitsland.

Door de instroom van het nieuwe VIRM-4-materieel waren de ICK-rijtuigen overbodig. Ze werden op 20 april 2009 opnieuw terzijde gesteld. Een groot deel van deze rijtuigen werd opgesteld op het emplacement van Nijmegen.
Op 27 maart 2013 werd bekend dat NS Financial Services 42 rijtuigen verkocht heeft aan Hector Rail. De Zweedse vervoerder wilde complete reizigerstreinen aanbieden op de Zweedse markt. De rijtuigen worden bij Electroputere VFU Paşcani in Roemenië gereviseerd.

## Museummaterieel
De Friese Stoomtrein Maatschappij (FStM) kocht destijds van de NS vier ICK-rijtuigen. Twee van die rijtuigen zouden worden omgebouwd tot restauratierijtuig, één tot rijdende bar en één zou gaan rijden in de dagelijkse pendel en zou toegankelijk worden voor fietsen en rolstoelen. De FStM ging in 2011 failliet, waarna de rijtuigen via Shunter naar Leander Eisenbahn gingen.

## Galerij

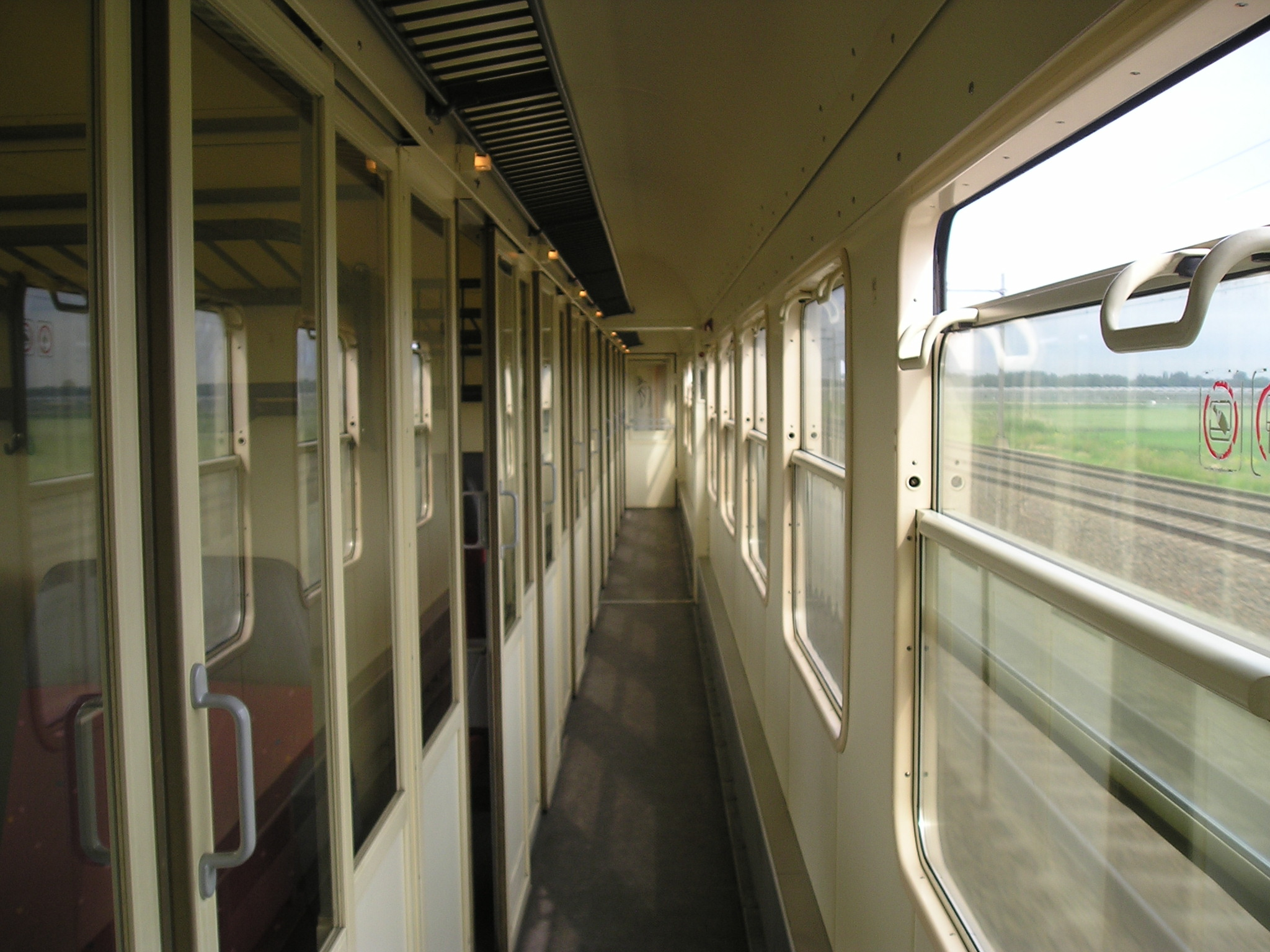
Het looppad met links de coupés
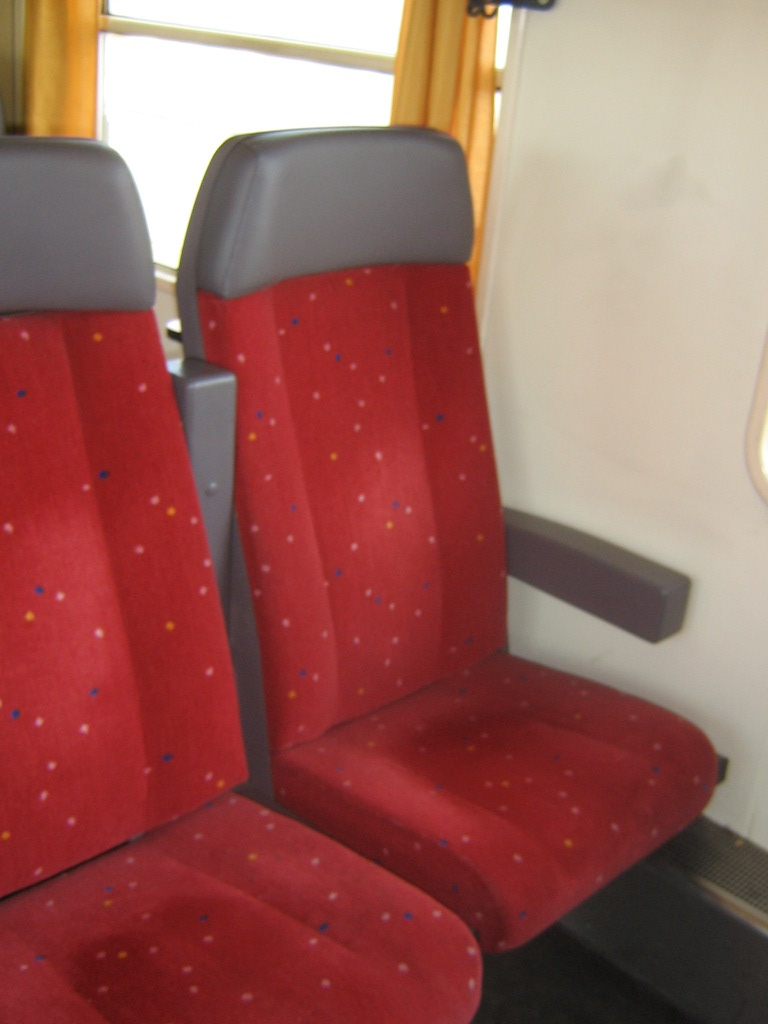
Interieur 1e klasse.
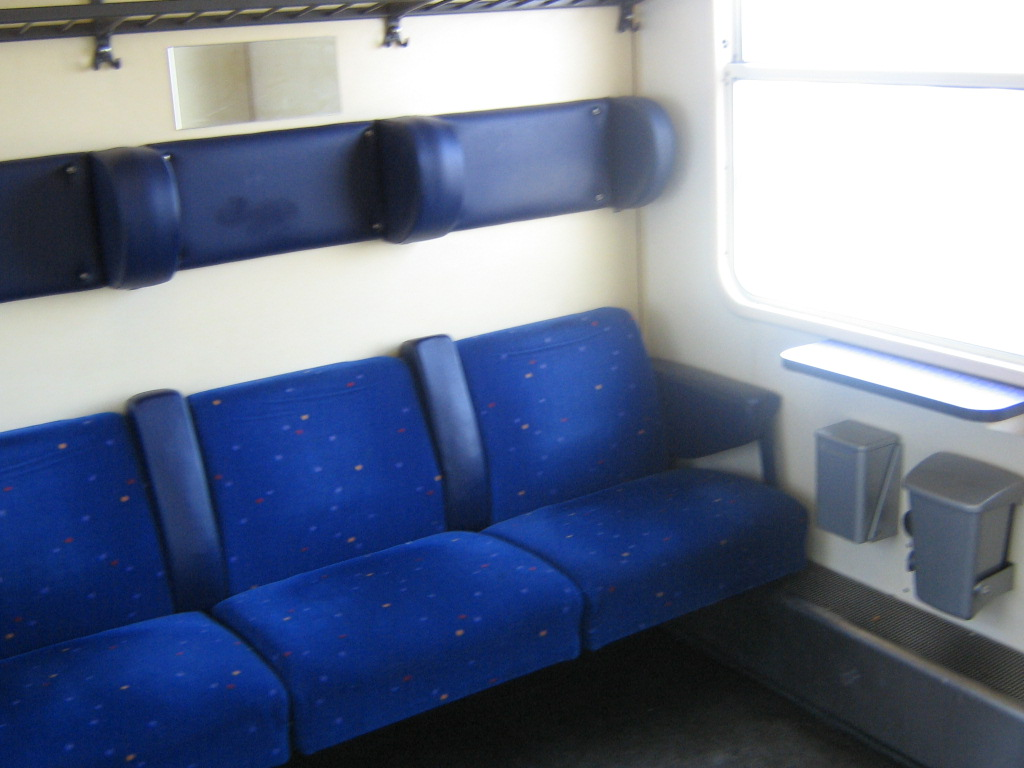
Interieur 2e klasse.
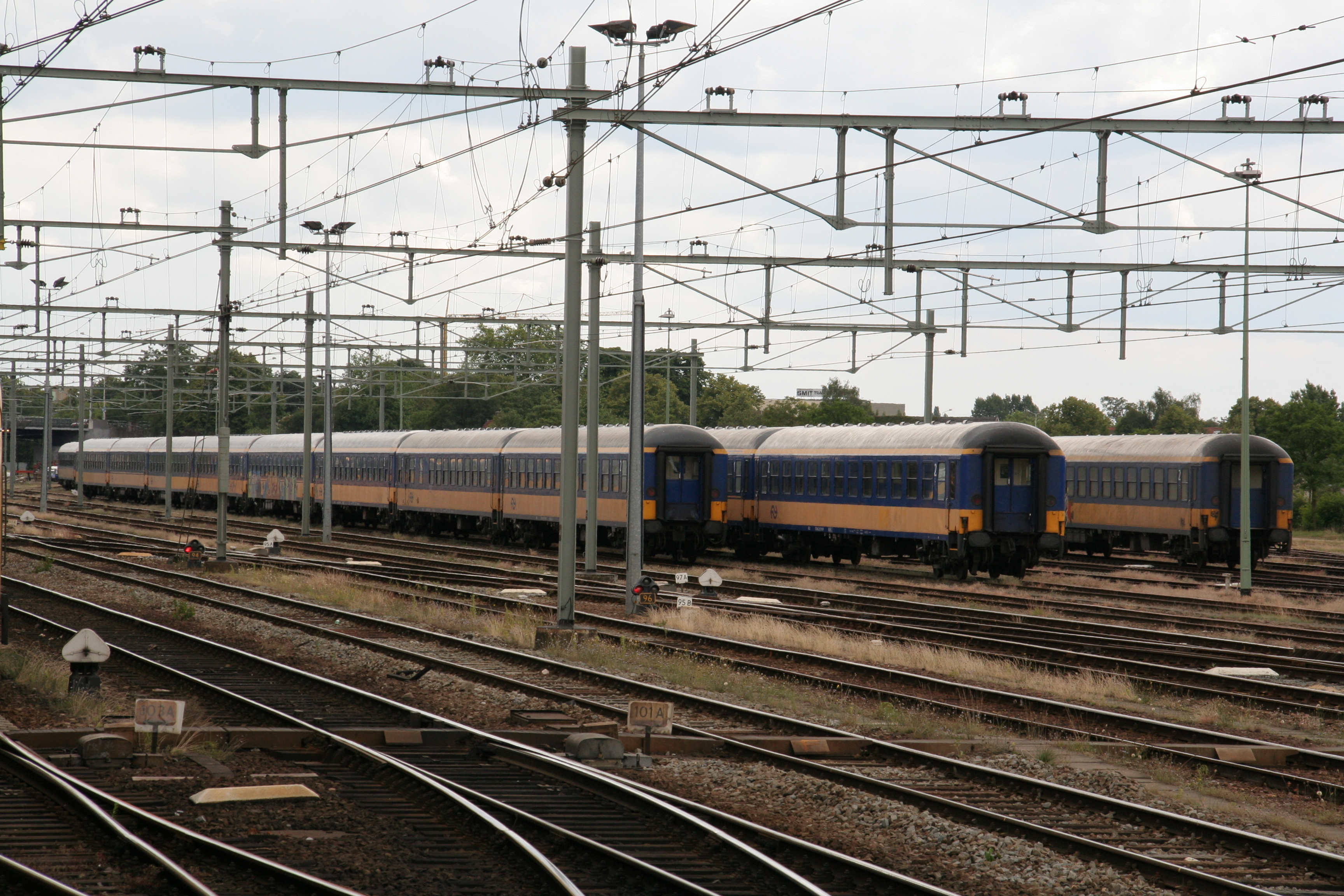
Na buitendienststelling zijn de rijtuigen gestald in Nijmegen.
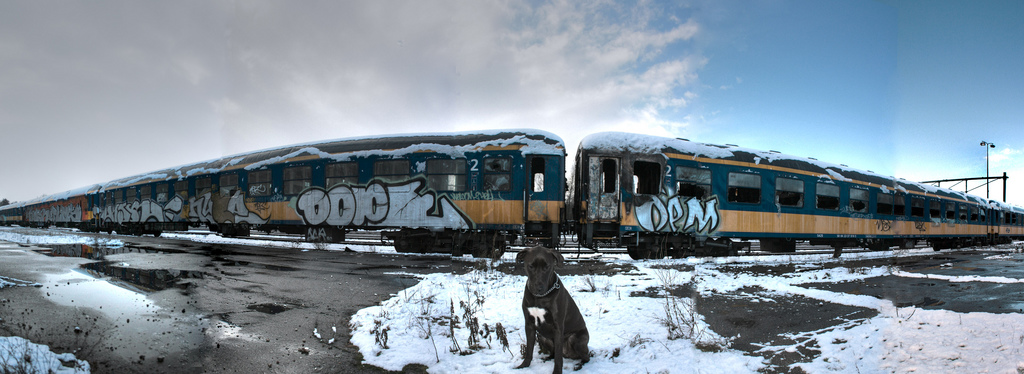
Sommige rijtuigen werden na buitendienststelling gevandaliseerd.